# 宗内徳行
宗内 徳行（むねうち のりゆき、1931年7月 - ）は山口県徳山市出身の元全日本バレーボール女子代表監督、日本体育大学名誉教授である。

## 人物
- 日本体育大学卒業後、山口県立光高等学校教諭となる[1]。1961年に同高等学校を退職後[1]、日本体育大学専任講師、日本体育大学助教授を経て、1971年には日本体育大学教授となる。2002年には定年と退職して日本体育大学名誉教授となる。
- 1985年神戸ユニバーシアード女子日本代表監督　男女アベック優勝時の優勝監督。
- 1989年にはバレーボール全日本女子監督となるが、バレーボールワールドカップ終了後わずか1年で退任した。
- 2011年4月瑞宝中綬章受章[2]。

## 著書
- 『雑草チームの挑戦』（叢文社）